# Кадима-Цоран
Кадима-Цоран (Кадима-Цуран; ивр. צוֹרָן-קָדִימָה‎) — местный совет в Центральном округе Израиля, на территории равнины Шарон. Образован объединением местных советов Кадима и Цоран, по решению кнессета, в 2003 году.

## Кадима
Кадима — мошав, основанный в июле 1933 года Йехошуа Ханкиным. Расположен к юго-востоку от Нетании и к северу от Кфар-Сабы. Кадима, в переводе с иврита, означает «Вперёд!».

## Цоран
Цоран создавался как один из местных советов, по плану правительства Израиля «Семь звёзд». Название мошава переводится как кремень, благодаря богатым залежам этого минерала в округе. Построен по плану архитектора, фотографа и градостроителя Рэйчел Уолден.
Есть большая промзона и лесопарк Кадима, излюбленное место отдыха жителей округа.

## Население
По данным Центрального статистического бюро Израиля, население на начало 2020 года составляло 22 683 человека.
Ежегодный прирост населения — 2,2 %.